# EF Eridani
EF Eridani (abreviadamente EF Eri, às vezes denominada incorretamente EF Eridanus) é uma estrela variável da classe conhecida como polares, estrelas AM Herculis, ou estrelas variáveis cataclísmicas magnéticas. Historicamente, sua magnitude aparente tem variado entre 14.5 e 17.5, mas desde 1995 ela tem apresentado o mínimo de brilho. O sistema estelar consiste em uma anã branca um objeto subestelar em órbita.
O objeto subestelar orbitando a anã branca é uma estrela que que teve todo o seu gás capturado pela anã branca, exceto a matéria remanescente, um globo de 0.05 massas solares, demasiadamente pequeno para manter a fusão, o qual não possui a composição de um super-planeta, anã marrom, ou uma anã branca. Não há nenhuma categoria para tal remanescente estelar.
Especula-se que há 500 milhões de anos, a anã branca tenha começado a sugar sua estrela companheira, numa época em que se encontravam separadas por 7 milhões de km. Na medida em que perdia massa, a órbita da estrela regular se aproximava cada vez mais, até o momento em que a distância entre elas diminuiu para os atuais 700,000 km.